# 社会主义联盟 (英格兰)
社会主义联盟（英語：Socialist Alliance）是英格兰的一个已不存在的左翼选举联盟。该联盟成立于1992年，解散于2005年。该联盟由社会党、争取工人自由联盟和独立劳工网络等多个左翼政党和组织的成员组成。该联盟曾派代表出席欧洲反资本主义左翼的会议。